# Al-Muhallab ibn Abi Suffrah

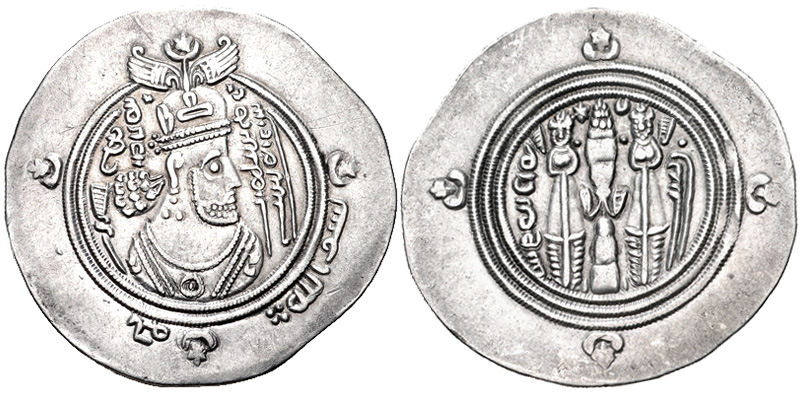
Monnaie d'Al-Muhallab ibn Abi Suffrah frappée à Bishapour.

Al-Muhallab ibn Abi Suffrah (en arabe : المهلّب بن أبي صفرة الأزدي), aussi connu sous le nom Abu Sa'id (en arabe : أبو سعيد), né vers 632 et mort en février 702 au Khorassan, est un général arabe de la tribu Azd. C'est un acteur majeur des évènements politiques de son temps, et l'objet d'éloges de nombreux poètes. Il est également considéré comme le progéniteur de la tribu Al Abi Saïd, dont certains membres gouvernent le sultanat d'Oman depuis le XVIIIe siècle.

## Carrière
Al-Muhallab est né vers 632 et commence sa carrière militaire à Tawwaj, à proximité de Chiraz, où son père, lui aussi militaire, s'est établi. Il mène d'abord des opérations dans la région d'Ahvaz, sous les califes Omar et Ali, puis dans le Sistân en 653-654, puis à nouveau en 662-665 sous le calife omeyyade Muʿawiya Ier, où il atteint le Sind. Plus tard, il est cantonné aux régions orientales, menant des expéditions contre la ville d'Asie centrale Samarcande pour le compte des gouverneurs du Khorassan, dans le nord-est de l'Iran,.
Peu après la mort de Muʿawiya en 680, la communauté musulmane est secouée par une nouvelle guerre civile. Pendant cette période, al-Muhallab déserte le camp omeyyade et rejoint l'anti-calife Abd Allah ibn az-Zubayr, qui lui confie la suppression des rébellions kharijite menées par les Azraqites en Iraq. Il participe également à la répression de la révolte de Moukhtar ath-Thaqafi à Koufa.
En 698, il est nommé gouverneur du Khorassan par Al-Hajjaj (poste qu'il occupe jusqu'à sa mort en 702 ou 703) et mène une dernière campagne à Kesh. Il est remplacé après sa mort par son fils Yazid ben al-Muhallab au poste de gouverneur du Khorassan,. La montée en puissance des Muhallabides et des « Azd d'Oman » au Khorassan et à Bassorah est liée à leurs alliances avec le Rabi`ah (en) contre Mudar.